# Tour Total
A Tour Total (1985-1999 között Tour Elf, majd 1999-2003 között Tour TotalFinaElf) egy felhőkarcoló a párizsi La Défense üzleti központban. Courbevoie önkormányzathoz tartozik. Az épületben székel a Total SA, a világ egyik legnagyobb olajipari vállalata. Három egymásba illeszkedő toronyból áll: a legmagasabb 48 emeletes, a második 44, a harmadik 37. A Tour Montparnasse után Párizs második legmagasabb felhőkarcolója.

## Külső hivatkozások
- A Structurae.de honlapja